# Premi Oscar 2019
La 91ª edizione della cerimonia degli Oscar si è tenuta al Dolby Theatre di Los Angeles il 24 febbraio 2019. 
Per la prima volta dopo 30 anni, la cerimonia non ha avuto alcun presentatore ufficiale, dopo la rinuncia di Kevin Hart in seguito alle polemiche generatesi per via di alcune frasi omofobe che l'attore aveva pubblicato su Twitter nove anni prima.
Le candidature sono state annunciate il 22 gennaio 2019 dagli attori Kumail Nanjiani e Tracee Ellis Ross. I film che hanno totalizzato più candidature sono a pari merito Roma di Alfonso Cuarón e La favorita di Yorgos Lanthimos con 10 candidature a testa, seguiti da A Star Is Born e Vice - L'uomo nell'ombra con 8 candidature ciascuno.
Il film che si è aggiudicato il maggior numero di statuette è stato Bohemian Rhapsody, con un totale di 4 premi ricevuti, seguito da Roma, Green Book (che ha vinto il premio per il miglior film) e Black Panther, con 3 statuette ciascuno.

## Vincitori e candidati
Vengono di seguito indicati in grassetto i vincitori. Ove ricorrente e disponibile, viene indicato il titolo in lingua italiana e quello in lingua originale tra parentesi.

### Miglior film
- Green Book – Jim Burke, Charles B. Wessler, Brian Currie, Peter Farrelly e Nick Vallelonga
- Black Panther – Kevin Feige
- BlacKkKlansman – Sean McKittrick, Jason Blum, Raymond Mansfield, Jordan Peele e Spike Lee
- Bohemian Rhapsody – Graham King
- La favorita (The Favourite) – Ceci Dempsey, Ed Guiney, Lee Magiday e Yorgos Lanthimos
- Roma – Gabriela Rodríguez e Alfonso Cuarón
- A Star Is Born – Bill Gerber, Bradley Cooper e Lynette Howell Taylor
- Vice - L'uomo nell'ombra (Vice) – Dede Gardner, Jeremy Kleiner, Adam McKay e Kevin J. Messick

### Migliore regia
- Alfonso Cuarón – Roma
- Spike Lee – BlacKkKlansman
- Paweł Pawlikowski – Cold War (Zimna Wojna)
- Yorgos Lanthimos – La favorita (The Favourite)
- Adam McKay – Vice - L'uomo nell'ombra (Vice)

### Migliore attore protagonista
- Rami Malek – Bohemian Rhapsody
- Christian Bale – Vice - L'uomo nell'ombra (Vice)
- Bradley Cooper – A Star Is Born
- Willem Dafoe – Van Gogh - Sulla soglia dell'eternità (At Eternity's Gate)
- Viggo Mortensen – Green Book

### Migliore attrice protagonista
- Olivia Colman – La favorita (The Favourite)
- Yalitza Aparicio – Roma
- Glenn Close – The Wife - Vivere nell'ombra (The Wife)
- Lady Gaga – A Star Is Born
- Melissa McCarthy – Copia originale (Can You Ever Forgive Me?)

### Migliore attore non protagonista
- Mahershala Ali – Green Book
- Adam Driver – BlacKkKlansman
- Sam Elliott – A Star Is Born
- Richard E. Grant – Copia originale (Can You Ever Forgive Me?)
- Sam Rockwell – Vice - L'uomo nell'ombra (Vice)

### Migliore attrice non protagonista
- Regina King – Se la strada potesse parlare (If Beale Street Could Talk)
- Amy Adams – Vice - L'uomo nell'ombra (Vice)
- Marina de Tavira – Roma
- Emma Stone – La favorita (The Favourite)
- Rachel Weisz – La favorita (The Favourite)

### Migliore sceneggiatura non originale
- Charlie Wachtel, David Rabinowitz, Kevin Willmott e Spike Lee – BlacKkKlansman
- Joel ed Ethan Coen – La ballata di Buster Scruggs (The Ballad of Buster Scruggs)
- Nicole Holofcener e Jeff Whitty – Copia originale (Can You Ever Forgive Me?)
- Barry Jenkins – Se la strada potesse parlare (If Beale Street Could Talk)
- Eric Roth, Bradley Cooper e Will Fetters – A Star Is Born

### Migliore sceneggiatura originale
- Nick Vallelonga, Brian Currie e Peter Farrelly – Green Book
- Deborah Davis e Tony McNamara – La favorita (The Favourite)
- Paul Schrader – First Reformed - La creazione a rischio (First Reformed)
- Alfonso Cuarón – Roma
- Adam McKay – Vice - L'uomo nell'ombra (Vice)

### Miglior film straniero
- Roma, regia di Alfonso Cuarón (Messico)
- Un affare di famiglia (万引き家族?, Manbiki kazoku), regia di Hirokazu Kore'eda (Giappone)
- Cafarnao - Caos e miracoli (کفرناحوم), regia di Nadine Labaki (Libano)
- Cold War (Zimna Wojna), regia di Paweł Pawlikowski (Polonia)
- Opera senza autore (Werk ohne Autor), regia di Florian Henckel von Donnersmarck (Germania)

### Miglior film d'animazione
- Spider-Man - Un nuovo universo (Spider-Man: Into the Spider-Verse), regia di Bob Persichetti, Peter Ramsey e Rodney Rothman
- Gli Incredibili 2 (Incredibles 2), regia di Brad Bird
- L'isola dei cani (Isle of Dogs), regia di Wes Anderson
- Mirai (未来のミライ?, Mirai no Mirai), regia di Mamoru Hosoda
- Ralph spacca Internet (Ralph Breaks the Internet), regia di Rich Moore e Phil Johnston

### Migliore fotografia
- Alfonso Cuarón – Roma
- Łukasz Żal – Cold War (Zimna Wojna)
- Robbie Ryan – La favorita (The Favourite)
- Caleb Deschanel – Opera senza autore (Werk ohne Autor)
- Matthew Libatique – A Star Is Born

### Migliore scenografia
- Hannah Beachler e Jay Hart – Black Panther
- Fiona Crombie e Alice Felton – La favorita (The Favourite)
- Nathan Crowley e Kathy Lucas – First Man - Il primo uomo (First Man)
- John Myhre e Gordon Sim – Il ritorno di Mary Poppins (Mary Poppins Returns)
- Eugenio Caballero e Bárbara Enríquez – Roma

### Migliori costumi
- Ruth Carter – Black Panther
- Mary Zophres – La ballata di Buster Scruggs (The Ballad of Buster Scruggs)
- Sandy Powell – La favorita (The Favourite)
- Sandy Powell – Il ritorno di Mary Poppins (Mary Poppins Returns)
- Alexandra Byrne – Maria regina di Scozia (Mary Queen of Scots)

### Miglior trucco e acconciatura
- Greg Cannom, Kate Biscoe e Patricia Dehaney – Vice - L'uomo nell'ombra (Vice)
- Göran Lundström e Pamela Goldammer – Border - Creature di confine (Border)
- Jenny Shircore, Marc Pilcher e Jessica Brooks – Maria regina di Scozia (Mary Queen of Scots)

### Migliori effetti speciali
- Paul Lambert, Ian Hunter, Tristan Myles e J. D. Schwalm – First Man - Il primo uomo (First Man)
- Dan DeLeeuw, Kelly Port, Russell Earl e Dan Sudick – Avengers: Infinity War
- Christopher Lawrence, Michael Eames, Theo Jones e Chris Corbould – Ritorno al Bosco dei 100 Acri (Christopher Robin)
- Roger Guyett, Grady Cofer, Matthew E. Butler e David Shirk – Ready Player One
- Rob Bredow, Patrick Tubach, Neal Scanlan e Dominic Tuohy – Solo: A Star Wars Story

### Miglior montaggio
- John Ottman – Bohemian Rhapsody
- Barry Alexander Brown – BlacKkKlansman
- Giōrgos Mauropsaridīs – La favorita (The Favourite)
- Patrick J. Don Vito – Green Book
- Hank Corwin – Vice - L'uomo nell'ombra (Vice)

### Miglior sonoro
- Paul Massey, Tim Cavagin e John Casali – Bohemian Rhapsody
- Steve Boeddeker, Brandon Proctor e Peter J. Devlin – Black Panther
- Jon Taylor, Frank A. Montaño, Ai-Ling Lee e Mary H. Ellis – First Man - Il primo uomo (First Man)
- Skip Lievsay, Craig Henighan e José Antonio Garcia – Roma
- Tom Ozanich, Dean A. Zupancic, Jason Ruder e Steve A. Morrow – A Star Is Born

### Miglior montaggio sonoro
- John Warhurst e Nina Hartstone – Bohemian Rhapsody
- Benjamin A. Burtt e Steve Boeddeker – Black Panther
- Ai-Ling Lee e Mildred Iatrou Morgan – First Man - Il primo uomo (First Man)
- Ethan Van der Ryn e Erik Aadahl – A Quiet Place - Un posto tranquillo (A Quiet Place)
- Sergio Díaz e Skip Lievsay – Roma

### Migliore colonna sonora
- Ludwig Göransson – Black Panther
- Terence Blanchard – BlacKkKlansman
- Alexandre Desplat – L'isola dei cani (Isle of Dogs)
- Marc Shaiman – Il ritorno di Mary Poppins (Mary Poppins Returns)
- Nicholas Britell – Se la strada potesse parlare (If Beale Street Could Talk)

### Migliore canzone
- Shallow (musica e testi di Lady Gaga, Mark Ronson, Anthony Rossomando e Andrew Wyatt) –  A Star Is Born
- All the Stars (musica di Sounwave, Kendrick Lamar e Anthony Tiffith; testi di Kendrick Lamar, Anthony Tiffith e SZA) –  Black Panther
- I'll Fight (musica e testi di Diane Warren) – Alla corte di Ruth - RBG
- The Place Where Lost Things Go (musica di Marc Shaiman; testi di Marc Shaiman e Scott Wittman) – Il ritorno di Mary Poppins (Mary Poppins Returns)
- When a Cowboy Trades His Spurs for Wings (musica e testi di David Rawlings e Gillian Welch) – La ballata di Buster Scruggs (The ballad of Buster Scruggs)

### Miglior documentario
- Free Solo - Sfida estrema (Free Solo), regia di Jimmy Chin e Elizabeth Chai Vasarhelyi
- Hale County This Morning, This Evening, regia di RaMell Ross
- Minding the Gap, regia di Bing Liu
- Of Fathers and Sons, regia di Talal Derki
- Alla corte di Ruth - RBG (RBG), regia di Julie Cohen e Betsy West

### Miglior cortometraggio documentario
- Period. End of Sentence., regia di Rayka Zehtabchi
- Black Sheep, regia di Ed Perkins
- End Game, regia di Rob Epstein e Jeffrey Friedman
- Lifeboat, regia di Skye Fitzgerald
- A Night at the Garden, regia di Marshall Curry

### Miglior cortometraggio
- Skin, regia di Guy Nattiv
- Detainment, regia di Vincent Lambe
- Fauve, regia di Jeremy Comte
- Marguerite, regia di Marianne Farley
- Madre, regia di Rodrigo Sorogoyen

### Miglior cortometraggio d'animazione
- Bao, regia di Domee Shi
- Animal Behaviour, regia di David Fine e Alison Snowden
- Late Afternoon, regia di Louise Bagnall
- One Small Step, regia di Andrew Chesworth e Bobby Pontillas
- Weekends, regia di Trevor Jimenez

## Premi speciali

### Oscar onorario
- Cicely Tyson
- Lalo Schifrin
- Marvin Levy

### Premio alla memoria Irving G. Thalberg
- Kathleen Kennedy
- Frank Marshall